# Blas Dueñas
Blas Dueñas Arregui fue un político mexicano miembro del Partido Revolucionario Institucional. Nació en la ciudad de Colima el 22 de marzo de 1892. El 1 de enero de 1910 participó junto con otros colimenses en la visita que hizo Francisco I. Madero en Mazatlán, Sinaloa. Se incorporó en 1913 al Ejército Constitucionalista en el Cuerpo de Voluntarios de Coahuila del teniente coronel Lucio Blanco asignado al regimiento del coronel Mariano López Ortiz de la Brigada Zaragoza del Gral. Eugenio Aguirre Benavides. Recibió el grado de sargento segundo y fue ascendido el 15 de junio de 1913 a sargento primero. Participó en la Toma de Torreón contra los federales de Eutiquio Munguía, después de la cual recibió el grado de subteniente. Posteriormente luchó con la División del Norte contra las fuerzas huertistas en marzo de 1914; el 14 de marzo en la Batalla de San Pedro de las Colonias y del 7 al 10 de abril en la Toma de Saltillo. Ascendió al grado de teniente el 30 de mayo de ese año. El 23 de junio fue partícipe en la Batalla de Zacatecas. En 1915 combatió contra las fuerzas convencionistas en La Quemada, Guanajuato, pero al ser su columna dispersada intentó incorporarse en colima a las fuerzas de Gonzalo Novoa, misma que de igual forma fue dispersada. Ya con el grado de Capitán segundo de caballería marchó a San Luis Potosí, pero al estar ocupada la plaza por el general Manuel Chao se retiró a Colima para darse de baja. Fue diputado en la XXIII Legislatura del Congreso del Estado de Colima y en la XXIV Legislatura del Congreso del Estado de Colima. Fue gobernador interino del 21 de julio al 14 de agosto de 1925 y del 18 de diciembre al 17 de enero de 1926. Fue presidente municipal de Colima de 1927 a 1928, así como senador suplente y diputado por el II Distrito Electoral Federal de Colima en la XXXIV Legislatura del Congreso de la Unión de México. 
| Predecesor: Francisco J. Silva | Diputado federal por el II Distrito de Colima 1930 - 1932 | Sucesor: Daniel Cárdenas Mora |